# Емоційно нестабільний розлад особистості
Емоційно нестабільний розлад особистості, також прикордонний розлад особистості (англ. Borderline personality disorder), також межовий розлад особистості — розлад особистості, що характеризується нестабільністю настрою, міжособистісних стосунків і самоусвідомлення ще з молодих років. Виділяють два типи: імпульсивний тип, що характеризується переважно емоційною нестабільністю та відсутністю контролю імпульсів, і прикордонний тип, що характеризується крім порушень у самооцінці, цілей і внутрішніх переваг, хронічними почуттями порожнечі, інтенсивними і нестабільними міжособистісними стосунками, і тенденцією до саморуйнівної поведінки, в тому числі актів самоушкодження і спроб самогубств. Для встановлення діагнозу потрібні величезні дослідницькі докази.
Назва «прикордонний» використовується сьогодні трохи заплутаним способом (особливо серед нелікарів), і рідко зрозуміло, яку форму мають на увазі — чи цим словом називають емоційно нестабільний розлад особистості, чи його підтип. Прикордонний — це при кордоні з психопатією і при кордоні з неврозами; прикордонні ситуації, прикордонні патології. 

## Симптоми
Емоційно нестабільний розлад особистості визначається за наявності щонайменше п'яти з нижченаведених симптомів:
1. Нестабільність і напруженість в міжособистісних стосунках, що характеризуються коливаннями між надмірною ідеалізацією і розчаруванням
2. Імпульсивність принаймні в двох сферах, що є потенційно небезпечними, наприклад, грошові витрати, секс, крадіжки, нерозважливе поводження за кермом, ненажерливість, уживання наркотиків (сюди не входить суїцидальна або самоушкоджувальна поведінка, яка зазначена в п. 5)
3. Афективна нестабільність, помітні зміни настрою від нормального до депресії, дратівливості чи страху, що звичайно триває декілька годин і лише зрідка декілька днів
4. Неадекватний за інтенсивністю гнів або безконтрольна гнівливість, наприклад часті напади люті, постійна злостивість, повторювані бійки
5. Повторювані суїцидальні погрози, жести, суїцидальна або самоушкоджувальна поведінка
6. Виражені й стійкі порушення ідентифікації, що виявляються невизначеністю щонайменше в двох з наведених далі сфер: образ власного «Я», довготривалі цілі, вибір кар'єри, бажаний тип друзів, пріоритетні цінності
7. Хронічне відчуття спустошеності або нудьги
8. Несамовиті зусилля, спрямовані на те, щоб уникнути реального або уявного стану «всіма кинутого» (сюди не включена суїцидальна або самоушкоджувальна поведінка, яка зазначена в п. 5).[11]
9. Тимчасові параноїдальні думки або серйозні дисоціативні симптоми, спричинені стресом

## Етіологія
Цей розлад є загальнопоширеним і за деякими підрахунками ним хворіють майже 10-14 % широкого загалу. Якщо б люди не платили гроші за уникнення медогляду і не цуралися звертатися до спеціалістів за допомогою, то їхня зареєстрована кількість була б значно більшою, оскільки люди бояться (ауто-)стигматизації, навішування ярликів (Phelan et al., 1998; Goffman, 1963; Docherty, 1997). Наслідки хронічних психічних захворювань більш негативні, якщо у пацієнтів послаблені соціальні зв'язки (Brugha et al., 1993). Серед жінок це нездужання зустрічається вдвічі і навіть втричі частіше, ніж серед чоловіків. Можливо це зумовлено генетичним або гормональним впливом. Було виявлено пряму залежність загострень цього розладу від передменструального синдрому. Більша кількість діагностованих випадків емоційно-нестабільного розладу особистості серед жінок також пов'язується із частішими випадками статевого домагання до них у дитинстві. Вважається, що таке трапляється серед жінок в десять разів частіше, ніж серед чоловіків, і з цим стикалась майже кожна четверта жінка. Таке хронічне і періодичне домагання, яке інколи супроводжувалось брутальністю, могло з часом призвести до неврівноважених стосунків з чоловіками та недовіри до них, а також надмірному зосередженні на сексуальності, безладних статевих зносинах, загальмованості, глибокій депресії та цілком зруйнованій повазі до себе. Інколи бувають випадки вродженої схильності людини до цієї хвороби. Через це можуть з'являтися відповідні зриви у формуванні стосунків між матір'ю та немовлям особливо під час відлучення від грудей та дитячої фази формування особистості.

## Лікування

### Психотерапія
Це головна складова лікування емоційно нестабільного розладу особистості. Для лікування розроблено діалектично-поведінкову терапію. Цей тип лікування проводиться індивідуально, у групі або через телефонну підтримку. За допомогою індивідуального підходу терапевт навчає пацієнта регулювати свої емоції, переживати тяжкі періоди в житті та поліпшувати стосунки з іншими.

#### Вживання ліків
Самих ліків недостатньо, щоб вилікувати цей стан, однак їх застосування може допомогти боротися з пов'язаними станами, такими як: депресія, імпульсивність та тривога.

### Госпіталізація
Інколи людям з емоційно нестабільним розладом особистості потрібно інтенсивнішого лікування в психіатричній лікарні чи клініці. Стаціонарне лікування може утримати їх від самоушкодження.

### Самопідтримка
Людина, що хвора на цей розлад, може допомогти сама собі, дотримуючись наступних порад:
- Дотримуватися плану лікування.
- Відвідувати усі заплановані сеанси лікування.
- Задіяти здоровий спосіб пом'якшення болючих емоцій, а не завдавати собі ушкоджень.
- Не звинувачувати себе за цей розлад, визнати власну відповідальність за його лікування.
- Помічати чинники, що призводять до неконтрольованих вибухів гніву чи імпульсивної поведінки.
- Не соромитись цього розладу.
- Отримувати лікування від пов'язаних проблем, як, скажімо, зловживання алкоголем, наркотиками чи ще чимось іншим.
- Ознайомитись з цим розладом, щоб розуміти його причини та, відповідно, реагувати на них.
- Наводити контакти з іншими, що мають подібну недугу, аби ділитися досвідом та розумінням хвороби.

Не існує якогось універсального способу одужання від емоційно нестабільного розладу особистості. Цей стан, здається, є найгіршим у юному віці, але з віком стан поступово поліпшується. Багато-хто з цим розладом здобули більшої стабільності у житті в 30- чи 40-річному віці. Їхнє внутрішнє відчуття нікчемності зменшилось і вони досягли сповнених любові стосунків з близькими та врівноважену кар'єру в житті

### Деталізація джерел
1. ↑  Blom, Jan Dirk (2010). A dictionary of hallucinations (вид. 1). New York: Springer. с. 74. ISBN 9781441912237. Архів оригіналу за 5 березня 2016. Процитовано 30 квітня 2016.
2. ↑  Maj, Mario (2005). Personality disorders. Chichester: J. Wiley & Sons. с. 126. ISBN 9780470090367. Архів оригіналу за 5 березня 2016. Процитовано 30 квітня 2016.
3. 1 2 3 4  Drug Indications Extracted from FAERS — doi:10.5281/ZENODO.1435999
4. ↑  Міжнародний класифікатор хвороб МКХ-10. Архів оригіналу за 6 лютого 2017. Процитовано 5 лютого 2017.
5. ↑  Класифікація психічних розладів МКХ-10 стор.:71[недоступне посилання з липня 2019]
6. ↑  Методичні рекомендації до практичних занять з курсу за вибором «Основи психоаналізу» для студентів медичних та стоматологічного факультетів // І.В.Лещина, І.Ф. Терьошина  — Харків: ХНМУ, 2017. — 86 с.
7. ↑  Кохут Х. Восстановление самости. М., Когито-Центр, 2002. — 316 с.
8. ↑  Настанова 01027. Емоційно нестабільний розлад особистості - МОЗ України
9. ↑  Класифікатор хвороб та споріднених проблем охорони здоров’я - МОЗ України
10. ↑  Вступ до психіатрії: 7-е видання / Дональд В. Блек, Ненсі К. Андреасен. Київ, 2024. ISBN 978-617-505-949-4
11. ↑  Архівована копія. Архів оригіналу за 27 вересня 2007. Процитовано 16 лютого 2007.{{cite web}}:  Обслуговування CS1: Сторінки з текстом «archived copy» як значення параметру title (посилання)
12. ↑  Архівована копія. Архів оригіналу за 20 лютого 2007. Процитовано 16 лютого 2007.{{cite web}}:  Обслуговування CS1: Сторінки з текстом «archived copy» як значення параметру title (посилання)
13. ↑  Архівована копія. Архів оригіналу за 17 лютого 2007. Процитовано 16 лютого 2007.{{cite web}}:  Обслуговування CS1: Сторінки з текстом «archived copy» як значення параметру title (посилання)